# (21814) Shanawolff
(21814) Shanawolff (1999 TQ27) – planetoida z pasa głównego asteroid okrążająca Słońce w ciągu 3,38 lat w średniej odległości 2,25 j.a. Odkryta 3 października 1999 roku.